# Richard Sharpe Shaver

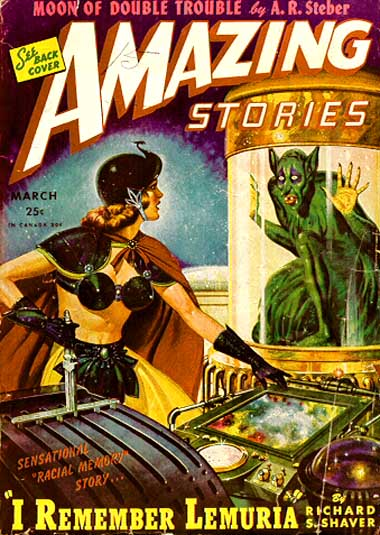
Primera obra publicada de Shaver, I Remember Lemuria, que fue portada del número de marzo de 1945 de Amazing Stories.

Richard Sharpe Shaver (Berwick, 1907-Summit, 5 de noviembre de 1975) fue un escritor y artista estadounidense.
Alcanzó la notoriedad en los años posteriores a la Segunda Guerra Mundial como autor de unos polémicos relatos publicados en revistas de ciencia ficción, sobre todo en Amazing Stories, en los cuales afirmaba que había tenido experiencia personal con una antigua civilización siniestra que escondía tecnología fantástica en cavernas bajo la tierra. La controversia surgió de la afirmación de Shaver y de su editor, Ray Palmer, de que los relatos, aunque presentados bajo la apariencia de ficción, eran fundamentalmente ciertos. Las historias de Shaver fueron promocionadas por Palmer como «The Shaver Mystery». Estas historias tuvieron muchos seguidores en la época, llegando a crearse Shaver Mystery Clubs, e influenciaron a muchos artistas y escritores, como Harlan Ellison o Phillip K. Dick.

## Biografía
Nació el 7 de octubre de 1907 en Virginia, pero su familia se trasladó a Berwick (Pensilvania), en algún momento antes de 1910. Poco se conoce con certeza sobre los primeros años de su vida. Shaver afirmó haber trabajado en una fábrica donde, en 1932, cosas extrañas comenzaron a ocurrir. Como señala Bruce Lanier Wright, Shaver «empezó a notar que una de las pistolas de soldar de su lugar de trabajo, 'debido a algún fenómeno extraño de sintonía en torno a la bobina', le permitía escuchar los pensamientos de los hombres que trabajan a su alrededor. Más aterrador aún fue cuando ya empezó a recibir el registro telepático de una sesión de tortura llevada a cabo por entidades malignas en profundas cavernas en el interior de la tierra». Según Michael Barkun, Shaver ofreció informes inconsistentes de cómo descubrió por primera vez el mundo de las cavernas ocultas, pero que esta historia de la línea de montaje era la «versión más habitual». Shaver dijo que luego dejó su trabajo y se convirtió en un vagabundo por un tiempo.
Se mudó a Summit (Arkansas), a mediados de los años 1960 con su esposa, Dottie. Durante las décadas de 1960 y 1970, ahora viviendo de forma anónima, Shaver afirmó haber descubierto evidencia física de los extraterrestres en lo que él denominaba «libros de piedra», diversas piedras que consideraba que habían sido creadas por las antiguas razas avanzadas, incrustadas con imágenes y textos legibles. Además de escribir sobre ellos, realizó pinturas basadas en las imágenes de las rocas y realizó un gran número de fotografías de los libros de piedra. Tras su muerte, Shaver ganó cierta reputación como artista y sus cuadros y fotos se han exhibido en Los Ángeles, Nueva York y en otros lugares.
Barkun publicó que «Shaver fue hospitalizado brevemente por problemas psiquiátricos en 1934, pero no parece haber recibido un diagnóstico claro». Barkun también señala que después el paradero y las acciones de Shaver no pueden ser rastreados de manera fiable hasta principios de los años 1940. En 1971, Ray Palmer informó que «Shaver no había pasado ocho años en el Mundo Subterráneo, sino en una institución psiquiátrica».
Murió el 5 de noviembre de 1975. Fue enterrado en el cementerio de Layton en Yellville, condado de Marion.

## Shaverismo
A la teoría conspiratoria creada por Shaver a través de la literatura seudocientífica de los años 1930 en la revista de ciencia ficción Amazing Stories, asegurando que hay una raza de humanoides mutantes subterráneos con alta tecnología, que se dedica a cometer atrocidades contra la humanidad, se la denominó «shaverismo».
En 1938, Raymond A. Palmer asumió la dirección de Amazing Stories y dijo que, a partir de ese momento, el contenido de la revista estaría basado en hechos reales. Pero, en marzo de 1945, publicó I Remember Lemuria, firmado por Shaver, quien decía ser un obrero soldador de Pensilvania y afirmaba tener visiones de la «memoria racial» de la especie. En dicho relato, Shaver aseguraba que antes de que el hombre dominara la Tierra, los Titanes y los atlantes habían construido una inmensa red de túneles subterráneos, llenos de equipos de alta tecnología.
Tras una guerra cósmica, que traería como consecuencia la desaparición de los continentes de Lemuria y Atlántida, dicha red de túneles subterráneos quedó abandonada. Algunos humanos primigenios habrían accedido a estos túneles y, por su torpe manipulación de la alta tecnología atlante y lemuriana, habrían experimentado mutaciones espantosas, alcanzando posteriormente un alto conocimiento tecnológico.
Estos seres se habrían vuelto perversos y subversivos. Shaver los llamó Deros, afirmando que vivían bajo tierra y ejercían una influencia nefasta en la vida de la humanidad, provocando catástrofes naturales, desastres, epidemias, etc. Para Shaver los OVNIs eran en realidad vehículos conducidos por los Deros.
Shaver era un autor problemático aunque aseguraba continuamente que sus relatos eran totalmente verídicos. Las historias de Shaver conquistaron legiones de lectores hasta entonces ajenos al mundo de la ciencia ficción, diferentes «círculos Shaver» se formaron en todo el mundo, e incluso una mujer parisina aseguró que ella había visto el mundo subterráneo de los Deros donde fue torturada y violada durante años hasta que escapó.
Las historias de Shaver eran editadas por Palmer, quien las hacía más coherentes, les agregaba trama y eliminaba o, al menos moderaba, algunas de las escenas más sangrientas, de violencia sexual y de sexo explícito que eran demasiado gráficas para la época.

## Influencia
Tras el efecto inicial en los lectores de Amazing Stories, el Shaver Mystery continuó influyendo en la ciencia ficción y en otras publicaciones generales. Muchos libros, películas y juegos modernos hacen referencias a los Deros y otros aspectos de la historia de Shaver. También ha influenciado a los creyentes de los fenómenos paranormales de diversas formas, desde conexiones sospechosas entre los Deros y los ovnis hasta apariciones de los Deros en la mitología de la Iglesia de los subgenios. El nuwaubianismo es una secta que mantiene algunos mitos del shaverismo como ciertos, incluida la existencia de los Deros.
La película japonesa Marebito se basa en estas historias.